# もんてびでお丸
もんてびでお丸（もんてびでおまる）は、かつて大阪商船が所有し運航していた貨客船である。第二次世界大戦中、特設運送船として活動中に潜水艦からの攻撃を受けて沈没した。
なお、太平洋戦争後に大阪商船のもんてびでお丸級貨物船のネームシップとして同名の二代目船が建造された。1956年（昭和31年）に竣工後、南米航路・欧州航路で活躍。1976年（昭和51年）にパナマ企業に売却後、1981年（昭和56年）に解体された。

## 概要
初代「もんてびでお丸」は、さんとす丸級貨客船の3番船として三菱長崎造船所で1925年（大正14年）9月9日に起工し、1926年（大正15年）4月15日に進水、同年8月14日に竣工した。船名はウルグアイの首都、モンテビデオから命名された。
竣工したもんてびでお丸は早速南米線に投入された。1940年（昭和15年）2月、南米航路は西航線と東航線に分割され、もんてびでお丸は東航南米線に転配された。翌1941年（昭和16年）7月、国際情勢悪化に伴い東航南米線は休航となり、もんてびでお丸は同年8月に大阪大連線に転配されたが、同年9月25日に日本海軍に徴用され、呉鎮守府所管の海軍一般徴用船となって太平洋戦争の開戦を迎えた。
同年12月31日、呉鎮守府所管の特設運送船として入籍。以降はマカッサル攻略作戦に参加した後、南方方面での物資・人員輸送に従事した。
1942年（昭和17年）7月1日、現パプアニューギニアのラバウルから中国・海南島の三亜に向けて航行中、午前2時29分頃にアメリカ海軍の潜水艦スタージョンの発射した魚雷が右舷4番船倉、5番船倉に命中。船尾から沈み始めたもんてびでお丸では総員退去が発令され、2時40分に沈没した。船員9名、便乗者・警戒隊計11名が戦死した他、当時もんてびでお丸は連合国の捕虜1,053人（うち979人は豪州人）を輸送しており、捕虜全員が死亡した。捕虜を輸送しているもんてびでお丸の情報が、連合国軍の末端にまで連絡されていなかったことが攻撃された理由とされている。
沈没前に脱出した船員たちはルソン島に上陸したが、抗日ゲリラの攻撃で多数の犠牲者を出し、船員18名が7月25日にようやく日本陸軍の前哨地点に到着した。沈没地点はルソン島ボヘアドール岬西北西60浬地点付近、北緯18度40分 東経119度31分 / 北緯18.667度 東経119.517度。
同年7月20日に除籍および解傭。

## 沈没箇所の特定
2023年、海洋考古学グループ「サイレントワールド財団（Silentworld Foundation）」は、もんてびでお丸の残骸がルソン島の沖合、水深4,000メートル以上の海底で発見されたことを明らかにした。